# Ріс Прескод
Ріс Прескод (29 лютого 1996 , Лондон ) — британський легкоатлет, що спеціалізується на спринті, призер чемпіонатів світу та Європи.

## Кар'єра
| Рік                         | Змагання                    | Місце проведення            | Місце                       | Дисципліна                  | Результат                   | Примітки                    |
| Представник Велика Британія | Представник Велика Британія | Представник Велика Британія | Представник Велика Британія | Представник Велика Британія | Представник Велика Британія | Представник Велика Британія |
| --------------------------- | --------------------------- | --------------------------- | --------------------------- | --------------------------- | --------------------------- | --------------------------- |
| 2017                        | Чемпіонат світу             | Лондон, Велика Британія     | 7                           | біг на 100 метрів           | 10.17                       |                             |
| 2018                        | Чемпіонат Європи            | Берлін, Німеччина           | 2                           | біг на 100 метрів           | 9.96                        | NU23R                       |
| 2021                        | Олімпійські ігри            | Токіо, Японія               | 19 (з.)                     | біг на 100 метрів           | 10.12                       | SB                          |
| 2022                        | Чемпіонат світу             | Юджин, США                  | 23 (з.)                     | біг на 100 метрів           | 10.15                       |                             |
| 2022                        | Чемпіонат світу             | Юджин, США                  | 3                           | естафета 4×100 метрів       | 37.83                       | SB                          |